# Missions espagnoles de Californie

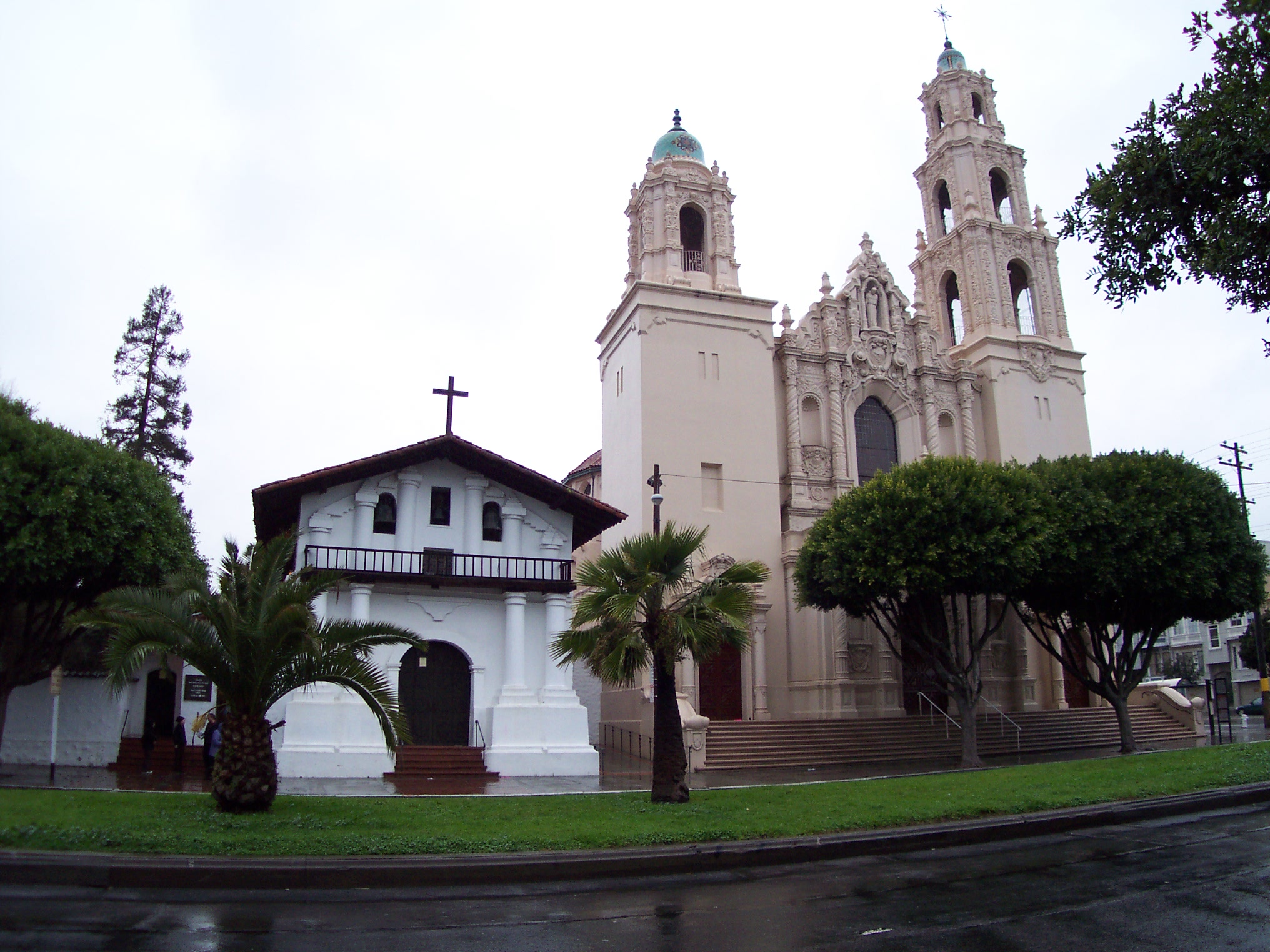
La mission Saint-François-d'Assise, ou mission Dolores, San Francisco.

Les missions espagnoles de Californie (ou plus simplement les missions de Californie) sont une série d'établissements religieux, dont la gestion est confiée aux Franciscains. Ces missions sont créées entre 1769 et 1823 par la Couronne espagnole avec le double objectif de convertir au christianisme les peuples autochtones et de participer au contrôle politique du territoire.
À l'époque coloniale, la Haute-Californie est une lointaine possession dont la Couronne espagnole ne se préoccupe qu'à partir du moment où l'Empire russe commence à y établir des colonies. À partir de la seconde moitié du XVIIIe siècle, elle utilise le système qui combine des « presidio » (établissements militaires), des missions (fondations religieuses) pour contrôler le territoire et des ranchos (des concessions de terrains) réputés appartenir à la Couronne et à des bénéficiaires qui sont supposés les mettre en valeur.
D'abord largement romancées par les historiens de l'Église, puis par le marketing territorial et mémoriel, la littérature, le cinéma, l'immobilier et le tourisme, les missions espagnoles de Californie ont été globalement un triple échec, du point de vue humain, économique et politique.

## Les problèmes de l'historiographie
L'histoire des missions espagnoles de Californie comporte deux grandes phases : une première période, entre 1770 et 1810, où elles participent aux structures et aux entreprises de réforme de l'Espagne et de son empire colonial, et une seconde période, entre 1810 et 1850, où elles se trouvent confrontées à la crise de l'empire colonial, et aux péripéties de la construction de deux projets de constructions étatiques : le Mexique et les États-Unis.
À la suite de Frederick Jackson Turner, les historiens américains se sont fortement polarisés sur le concept de frontière, supposé constituer l'expérience centrale et explicative du caractère américain : la frontière était le lieu par excellence où le pionnier se défaisait de ses vieux oripeaux européens et forgeait son caractère américain entreprenant, égalitaire, démocratique. Herbert Eugene Bolton, un élève de Turner, enseignant à l'université de Berkeley développe, de son côté, le concept de « borderlands » supposé couvrir l'aspect espagnol de l'expérience coloniale. Les conclusions de Bolton le conduisaient à définir un sous champ d'études, placé sous la dépendance d'institutions comme la monarchie ou l’Église plutôt que dans les mains de courageux aventuriers sans peur et sans reproche.
À partir des années 1960, mais surtout de débats et de polémiques pendant les années 1980, un certain nombre de chercheurs ont remis en cause ces visions ethnocentrées qui font, certes, une bonne part à la légende noire de l'Empire espagnol, vu comme une construction dont la culture catholique, absolutiste et liberticide aurait été transmise à ses héritiers mexicains, mais qui ignorent surtout les amérindiens et de nombreux autres groupes implicitement voués à ne jouer que des rôles passifs et écrits d'avance par la « The Frontier thesis » (la thèse de la frontière). Ces travaux démontrent que la frontière n'était pas un lieu d'accomplissement d'une destinée manifeste, mais un lieu de rencontre, d'affrontement et de négociation, un théâtre de violences et non pas la scène de l'épanouissement des destinées pacifiques et égalitaires, des communautés dépendantes des capitaux qu'elles attiraient, des décisions de l'État qu'elles suscitaient et non des havres en autarcie économique, sociale, culturelle et politique où les libertés individuelles prospéraient.
Du point de vue de l'historiographie mexicaine, l'histoire de la Haute Californie durant la période coloniale et pendant la phase comprise entre le traité de Córdoba et le traité de Guadalupe Hidalgo est dans un angle mort. La fédération mexicaine naissante a su faire, tant sous sa forme libérale que sous sa forme centraliste, des deux Californie et du Nouveau-Mexique, des états souverains sur le papier seulement, et les a plus ou moins administrés comme des territoires sous la dépendance directe du gouvernement fédéral. La solution institutionnelle n'est trouvée, pour la Basse-Californie  en 1954, et pour la Basse-Californie du Sud, en 1974 seulement, et sous l'influence de processus complexes qui n'ont plus grand-chose à voir avec ceux de l'époque coloniale.
La bureaucratie bourbonienne produisit de nombreux documents, dont certains révélaient indirectement la civilisation des peuples autochtones des régions côtières de la Haute-Californie auxquels ils laissent, au fond, assez peu la parole. Mais le travail des chercheurs a longtemps été et reste gêné par la dispersion des fonds d'archives. Les archives de l'administration vice-royale, puis celles de l'administration de la province puis du territoire, après l'indépendance du Mexique, sont conservées par les Archives générales de la nation à Mexico.
Les archives générales, relatives à l'activité de franciscains au Mexique et dans une partie de l'Amérique-centrale sont conservées par la bibliothèque de l'Institut national d'anthropologie et d'histoire à Mexico. Certains documents relatifs à leurs rapports avec la vice-royauté et certains incunables sont conservés aux Archives générales de la nation à Mexico, les documents relatifs à leurs rapports directs avec la Couronne espagnole, pour la plupart, sont conservés aux Archives générales des Indes à Séville.
Les archives produites par l'administration provinciale puis territoriale pour leurs besoins spécifiques sont restées en Californie. Certains originaux ont brûlé avec San Francisco lors du tremblement de terre et du grand incendie de 1906, mais des copies avaient été réalisées par l'historien et ethnologue Hubert Howe Bancroft. Ces copies sont conservées aujourd'hui par la Bibliothèque Bancroft (en) de l'université de Californie à Berkeley.
L'essentiel des archives des missions sont conservées par l'archevêché de San Francisco sous le nom de « Taylor Papers collection », au séminaire Saint Patrick (en) à Menlo Park. Une autre partie des archives des missions est conservée à Santa Barbara. La Bancroft Library détient des copies de ces  deux fonds.

## Histoire
| 1 - San Diego de Alcalá - 1769 2 - San Carlos Borromeo de Carmelo - 1770 3 - San Antonio de Padua - 1771 4 - San Gabriel Arcángel - 1771 5 - San Luis Obispo de Tolosa - 1772 6 - San Francisco de Asís - 1776 7 - San Juan Capistrano - 1776 8 - Santa Clara de Asís - 1777 9 - San Buenaventura - 1782 10 - Santa Barbara - 1786 11 - Exaltación de la Santa Cruz - 1786 12 - La Purísima Concepción - 1787 13 - Nuestra Señora de la Soledad - 1791 14 - San José - 1797 15 - San Juan Bautista - 1797 16 - San Miguel Arcángel - 1797 17 - San Fernando Rey de España - 1797 18 - San Luis Rey de Francia - 1798 19 - Santa Inés - 1798 20 - San Rafael Arcángel - 181721 - San Francisco Solano - 1823 |

### Les Franciscains en Nouvelle-Espagne
Le premier évêché créé au royaume de Nouvelle-Espagne est celui de Tlaxcala, qui est déplacé à Puebla en 1543. L'évêché de Mexico est pourvu d'un titulaire, Juan de Zumárraga, qui prend ses fonctions le 6 décembre 1528. De nouveau évêchés apparaissent rapidement au sud et au sud-est de la capitale : Diocèse de Trujillo/Comayagua en 1531, Diocèse de León en Nicaragua le 18 décembre 1534, Antequera (aujourd'hui Oaxaca de Juárez) en 1535, San Cristóbal de Las Casas en 1539, Yucatán en 1543, La Vera Paz, le 21 juin 1561.

### Les débuts de la colonisation
Le principal maître d'œuvre du mouvement de création des missions de Haute Californie, est le frère franciscain Junípero Serra, un religieux originaire de Majorque, doté à la foi d'une formation théologique et d'une expérience de l'activité missionnaire dont il acquit l'expérience à Jalpan de Serra, dans la Sierra Gorda, au Mexique, pendant huit ans. En 1769, il accompagne Gaspar de Portolà dans son expédition en Haute-Californie.
L'expédition comprend un volet terrestre et un volet maritime. La flotte se compose de deux bateaux : le San Carlos et le San Antonio. Le premier bateau quitte La Paz Le 9 janvier 1769, et le second le suit deux semaines plus tard. Leur objectif consiste principalement à convoyer vers San Diego les fournitures nécessaires à l'établissement de deux avant-postes. L'expédition terrestre de Gaspar de Portolà part au printemps et atteint la baie de San Diego au début du mois de juillet. Le 16 juillet 1769, les missionnaires érigent une croix sommaire sur une colline pour marquer la fondation de la mission de San Diego de Alcalà.
Le 14 juillet 1769, Gaspar de Portolà quitte San Diego pour partir à la recherche du site de Monterey. Il y revient le 24 janvier 1770. Il a reconnu la baie de San Francisco, mais n'est pas parvenu à identifier le site de Monterey.
Dès 1775, les Kumeyaay qui habitent les alentours de la mission San Diego, et que les Espagnols appellent par conséquent Diegueños attaquent la mission, détruisent l'église, incendient ses structures profanes et tuent le frère Luis Jaime. Cette révolte provoque l'abandon temporaire de la mission San Juan Capistrano qui vient tout juste d'être créée.

### Les séismes de 1812
Le 8 décembre 1812, une série de secousses telluriques détruisent la coupole de la mission San Juan Capistrano alors que l'on y dit une messe et y tuent une quarantaine de néophytes. Le 21 décembre 1812, un autre séisme majeur détruit l'église de la mission de La Purísima Concepción, et l'église et une partie des bâtiments de la mission Santa Bárbara. Un navire ancré près de la mission subit des dommages causés par les secousses sous-marines.
L'évènement affecte autant les Chumash que les agents de l'ordre colonial espagnol. Le solstice d'hiver est l'une des dates les plus importantes pour les indigènes parce que les « 'antap », l'élite des officiants de leur religion, y dressent, dans le cadre d'une cérémonie qui conclut plusieurs jours de rituels et de réjouissances, un « sunstick », un monument rituel de petite taille, un mat surmonté d'un disque de pierre peint, chargé d'indiquer au soleil la direction de la terre.

### La révolte des Chumash
La révolte des Chumash est l'un des épisodes les plus importants de la résistance des autochtones à la colonisation espagnole. Elle éclate le 21 février 1824 à la mission Santa Inès, et s'étend rapidement aux missions voisines de la Purissima Concepción et de Santa Bárbara. La révolte est exceptionnelle, car elle ne concerne pas les membres d'une tribu ou les habitants d'un village qui opposent une résistance à leur embrigadement par une mission, mais les néophytes de plusieurs d'entre elles. Elle aurait été déclenchée par la bastonnade qu'aurait subi un néophyte de la Purissima Concepción qui rendait visite à un parent détenu dans la prison de Santa Inès.
À Santa Inès, les Chumash attaquèrent les soldats avec leurs arcs et incendièrent certains bâtiments, le prêtre, les soldats et leurs familles se barricadèrent en attendant que, le lendemain, les troupes envoyées depuis le presidio de Santa Bárbara, les libèrent et forcent les insurgés à se retrancher dans un quartier du village des néophytes que la troupe incendie pour les déloger. Les Chumash révoltés de Santa Inès rejoignent alors ceux de la Purissima Concepción.
Dès le commencement de la révolte, un messager est envoyé à Santa Bárbara où le chef des Chumash lance un appel aux armes. Après un combat entre les insurgés et la troupe du présidio, une partie des néophytes révoltés s'enfuient dans les montagnes et une soixantaine d'entre eux, originaires de l'île de Santa Cruz, s'emparent des deux Tomol (en) de la mission et retournent à leurs villages d'origine.
Le frère Ripoll qui jouit de la confiance et du respect des Chumash effectue une médiation et obtient une amnistie des actes de rébellion. Dans l'été, la plupart de ceux qui ont fui Santa Bárbara, y reviennent.
À la mission de la Purissima Concepción, les néophytes, guidés par un chef charismatique nommé Pacomio, se sont emparés des lieux. Les affrontements ont provoqué la mort d'un Chumash et celle de quatre voyageurs qui n'avaient rien à voir dans la question. Le 24 février 1824, les insurgés autorisent les soldats présents à la Purissima Concepción et leurs familles à la quitter pour se réfugier à Santa Inès et se fortifient en prévision d'un inévitable assaut. Près d'un mois plus tard, une troupe d'une centaine d'hommes, envoyée de Monterey, et dotée de quatre canons, assiège la mission. Une matinée de combats tue seize Chumash et un soldat. Le frère Antonio Rodriguez qui est resté avec les insurgés négocie un cessez-le-feu et les Chumash insurgés se rendent. Une autre troupe arrive de Santa Bárbara et les autorités procèdent à une sorte de pacification judiciaire : sept personnes jugées responsables du meurtre des voyageurs sont exécutées, quatre meneurs et huit autres personnes sont condamnés à effectuer des peines de huit à dix ans à Monterey. Ce processus marque la fin de la révolte.

## Échec ou succès?

### Aspects humains

#### La vision et les pratiques des Franciscains
Junípero Serra croyait que son travail missionnaire avait été préparé par Maria d'Agréda, une mystique espagnole qui prétendait que ses extases ou ses visions lui conféraient un don d'ubiquité et la capacité de prêcher et de convertir les populations autochtones des colonies espagnoles,. Quoique l'on pense des affirmations de Maria d'Agréda, ses relations personnelles avec Philippe IV, Marie-Anne d'Autriche et Charles II, lui confère une énorme influence politique qui fait de la monarchie des Habsbourg d'Espagne, l'une des premières puissances coloniales officiellement abolitionnistes en matière d'esclavage. Junípero Serra emporte avec lui un exemplaire de « La Cité mystique de Dieu », dans lequel Maria d'Agréda raconte ses expériences mystiques, et son compagnon Frère Francisco Palou en détient aussi un exemplaire pendant leur mission en Haute-Californie .
Lorsqu'il inaugure la mission San Antonio de Padua, en 1771, Junípero Serra rencontre une vieille femme de la tribu des Salinan qui lui raconte que ses parents lui ont parlé de deux hommes habillés comme les Franciscains qui avaient parcouru leur territoire de nombreuses années auparavant. Lorsqu'il constate que cette croyance est fortement partagée aux abords de la mission, il y voit la confirmation d'un récit de Maria d'Agréda qui parle de deux martyrs franciscains qui auraient convertis de nombreux indigènes.

### Aspects économiques
Durant les premières années, Junípero Serra presse ses frères de créer de nouvelles missions, mais n'encourage pas la multiplicité des baptêmes et des accueils de néophytes, à part ceux qui sont nécessaires pour édifier l'établissement parce qu'il faut que celles-ci développent l'infrastructure agricole qui permet de les nourrir.
En 1773, Juan Bautista de Anza qui est alors capitaine du presidio de Tubac, reçoit du Vice-roi Antonio María de Bucareli y Ursúa la commission d'explorer une liaison terrestre vers Monterey. Accompagné notamment de Frère Francisco Garces, il quitte Tubac le 8 janvier 1774, atteint la mission de San Gabriel Arcángel le 22 mars 1774 et Monterey le 19 avril 1774. Il escorte un second groupe l'année suivante. Junípero Serra s'oppose à la mise en place d'un tel itinéraire, estimant qu'elle augmenterait le coût des transports et qu'elle buterait sur le nombre de mules nécessaires pour la faire fonctionner qu'il estime entre 1100 et 1500. Il prend activement la défense des intérêts des promoteurs du Département Naval de San Blas, allant jusqu'à dire redouter les exemples moraux que les muletiers risquaient de donner aux néophytes. Il est difficile d'évaluer la part du réel et celle du politique dans son intervention : la route terrestre remet en cause les fragiles compromis économiques qu'il est parvenu à mettre au point en se basant sur les qualités et les défauts de la route maritime entre San Blas et Monterey, elle menacerait l'autonomie du projet californien en le rendant dépendant des autorités du Nouveau-Mexique, Juan Bautista de Anza, enfin est un détracteur des méthodes et des prétentions des Franciscains, et quoique lui-même un laïc affilié à l'ordre Franciscain, fréquemment en conflit avec l'ambitieux Antonio Maria de Los Reyes qui aspire à devenir le premier évêque de Sonora, et avec le frère Bartolomé Ximeno qui dirige la mission Mission San José de Tumacácori (en), située près de Nogale que son presidio[Quoi ?] est chargé de protéger.
Les missions sont flanquées de « pueblo » ou « villa » (Los Angeles, San José, et Villa de Branciforte (en)) qui peinent à attirer des Mexicains parce qu'il leur est difficile d'être compétitifs à cause du coût extrêmement bas dont les missions bénéficient et qu'elles entretiennent, à cause aussi du coût et de l'irrégularité des relations maritimes avec le port Mexicain de San Blas. Ce dernier est jusqu'en 1810, le seul port avec lequel la Haute-Californie a des relations commerciales.

### Aspects politiques
Les missions occupent de manière nominale tout le territoire côtier, sauf l'espace réservé aux presidio[Quoi ?] qui sont des postes militaires, et l'espace qui dépend de l'une jouxte celui de l'autre. Néanmoins, du point de vue du droit, elles sont des institutions du gouvernement royal érigées sur des terres qui appartiennent à la Couronne, qui sont réservées aux indigènes et dont la gestion est confiée aux missionnaires.
Selon le premier rapport annuel qu'ils font parvenir au vice-roi, à Mexico, en 1773, chaque mission, sauf celle de San Luis Obispo de Tolosa (en), est construite près d'une agglomération amérindienne, que les Espagnols appellent « rancheria », dont il est toujours difficile de savoir si elle préexistait lors de la création de la mission ou si les indigènes s'y sont installés après.
À partir de 1784, la Couronne concède une trentaine de zones à des laïcs espagnols que l'on nomme « rancho ». Ces concessions sont des essentiellement des droits de pâture en faveur de militaires vétérans qui ne doivent pas s'exercer au détriment des autochtones qui y vivent, ni de celui des missions voisines. Les actes de concession interdisent notamment aux bénéficiaires de porter atteinte aux ressources hydriques que les agglomérations amérindiennes utilisent.

### Les mythes

#### Les mythes économiques
Beaucoup, qu'ils décrivent favorablement le succès ou l'échec économique des Franciscains en Haute Californie, reposent sur une version du mythe du bon sauvage.

« Avant l'établissement des Espagnols, les Indiens de la Californie ne cultivaient qu'un peu de maïs et vivaient presque exclusivement de pêche et de chasse »

— Jean-François de La Pérouse,  Voyage de La Pérouse autour du monde 1785-1788 
Ce cliché de l'explorateur français qui décrit une société de chasseurs cueilleurs sert parfois de référence à des diamétralement visions opposées des aspects économiques des missions.
- La thèse favorable aux colonisateurs consiste à dépeindre cette société comme perpétuellement menacée par la disette alimentaire. L'introduction des plantes et des techniques de culture européennes auraient permis aux indigènes de sortir de cette situation[22].
- La thèse opposée tend à dépeindre un environnement dans lequel les indigènes de Californie, les espèces animales et végétales auraient atteint une forme d'équilibre que l'introduction d'espèces étrangères aurait détruit, et qui serait la cause de la saignée démographique que les peuples amérindiens ont subie.

L'idée selon laquelle les amérindiens auraient été sauvés de la famine par l'importation des espèces et des techniques agricoles méditerranéennes résiste assez peu à l'examen. D'abord parce que les missionnaires ne sont pas des experts agricoles et la plupart sont nés dans des régions dans lesquelles prédomine l'organisation latifundiaire qui privilégie les monocultures spéculatives au détriment d'une agriculture qui assurerait de manière efficace la subsistance de la population locale. D'autre parce que la fin du XVIIe siècle et le XVIIIe siècle peuvent être décrits selon une formule provocatrice comme « l'époque où le Mexique a entrepris de nourrir le monde » : les colonisateurs des Caraïbes et de l'Amérique importent en Europe des espèces, principalement végétales, dont l'efficacité du rendement les a frappés. Mais les Européens n'apprennent pas toujours bien : ils acclimatent le maïs, mais ignorent la nixtamalisation et le hominy et créent une maladie, la pellagre qui est quasi inexistante outre Atlantique.

#### Le mythe épidémique
De nombreux auteurs évoque les épidémies comme les principaux facteurs du déclin des peuples indigènes des côtes de Haute-Californie. Les registres de catholicité de missions comme celle de Santa Ines suggèrent que pendant la seconde moitié du XVIIIe siècle et le premier quart du XIXe siècle, les épidémies qui se sont propagées depuis Sonora ou la Basse Californie vers la Haute Californie ont été rares. Les plus graves ont eu lieu après 1800.
Le graphique qui aurait dû être présenté ici ne peut pas être affiché car il utilise l'ancienne extension Graph, désactivée pour des questions de sécurité. Des indications pour créer un nouveau graphique avec la nouvelle extension Chart sont disponibles ici.

L'histoire démographique de la mission Santa Ines comprend deux grandes périodes : celle pendant laquelle les Chumash sont très activement recrutés et installés à la mission entre 1804 et 1819, et celle du déclin de la population, à partir de 1820.
Pendant la première période, le nombre des hommes et des femmes y sont équilibrés. Après 1815, le nombre des femmes en âge d'avoir des enfants a diminué : leur taux de mortalité était plus élevé que celui des hommes et la part des femmes dans la population globale a décliné provoquant une baisse du nombre des naissances.
On ne connait pas d'exemple, dans lesquelles des populations européennes auraient été frappées par des épidémies qui tuent plus les personnes d'un sexe que d'un autre. Les épidémies de variole ou de rougeole tuent surtout les personnes jeunes qui n'y ont jamais été exposées. La cause des taux de décès élevés des néophytes des missions de Haute-Californie doit être recherchée dans les maladies endémiques, principalement importées, mais parfois aussi anciennes auxquelles le mode de vie imposé aux autochtones par les Franciscains, exposait les résidents des missions. Les études relatives à l'effondrement démographique de Sinaloa et de Sonora au XVIe siècle et XVIIe siècle mettent en évidence les mêmes faits.

#### Le mythe touristique
En 1884, Helen Hunt Jackson publie son roman Ramona qui décrit, dans un cadre plutôt imaginaire, la culture hispanique et mexicaine de Californie. L'objectif d'Helen Hunt Jackson consistait à attirer l'attention du public sur les violences et les injustices dont les amérindiens étaient victimes, et ceci est l'un des grands engagements de la dernière partie de sa vie. Mais pendant la période qui suit la Bataille de Little Bighorn (1876), le public est peu réceptif à l'égard du sujet et ne retient que l'aspect romantique de l'histoire et les côtés séduisants de la culture hispano-mexicaine. Helen Hunt Jackson s'est probablement inspirée d'une courte visite qu'elle avait faite au Rancho Camulos (en), qui avait été attribué à Antonio del Valle, l'administrateur de la mission San Fernando Rey de España après la sécularisation par le gouverneur Juan Bautista Alvarado pour dépeindre la résidence de la famille fictionnelle des Moreno dans son roman. Elle n'a jamais rencontré les propriétaires.
L'œuvre de Charles Fletcher Lummis suit de près celle d'Helen Hunt Jackson. Charles Fletcher Lummis a occupé de multiples fonctions et exercé de multiples métiers : tour à tour éditeur des magazines Out West et  Land of Sunshine, Los Angeles Times, bibliothécaire de la ville de Los Angeles, ethnologue, philologue, créateur du Landmark club qui entreprend de restaurer les missions dont toutes ou presque tombent en ruine depuis 1848. Charles Fletcher Lummis avait une vision romantique de prêtres bienveillants venus apporter le christianisme et civiliser des amérindiens "primitifs". Elle contrastait avec les témoignages des rares visiteurs européens ou américains qui décrivaient un système d'exploitation des autochtones semblable à l'esclavage, l'absence de liberté dans le cadre de la discipline imposée par les frères, et la violence des châtiments corporels que les récalcitrants subissaient.
Néanmoins, personne ou presque, en Californie, vers 1880, n'était au fait de l'histoire des missions. La popularité de Ramona et des activités de Lummis sont contemporaines de l'ouverture des trajets de la compagnie Santa Fe Railway qui rejoignent la Californie par le Sud et pour des coûts modiques. Ramona devint un argument publicitaire pour le tourisme, le sujet de parades, de pièces de théâtre, de concors, le nom de bières et d'à peu près tout ce qui pouvait rappeler le roman. Les missions que Lummis restaurait, devenaient des destinations touristiques. On commence à la même époque à développer le style architectural appelé « Mission Revival Architecture ».

#### Le roman national californien
À la fin du XIXe siècle, la littérature populaire apologétique à l'égard des missions est devenu un genre en lui-même dont les plus célèbres représentants sont George Wharton James (Old Missions and Missions Indians of California - 1895, In and Out of California's Missions - 1905, Through Ramona Country - 1908), Charles Francis Saunders (The Californians Padres and their Missions - 1915), Nellie Van de Grift Sanchez (Spanish Arcadia - 1929), Cora Baggerly Older (en) (California Missions and their Romances - 1938).
Le mythe des missions a eu un impact évident, qui reste peu étudié, sur l'histoire que l'on enseignait dans les écoles publiques en Californie. Dans son ouvrage, « California - beginnings », publié en 1933, Lola B Hoffman dépeint la période des missions comme un âge d'or pendant lequel « everyone was happy and busy » (tout le monde (indigènes et missionnaires) était heureux et avait un emploi). L'ouvrage est réédité dès 1936 par l'éditeur original, puis en 1948, par le Ministère de l'Éducation de l'État de Californie,.
Pendant les années 1940, l'Université Stanford publie une série de livres de lecture, destinés aux enfants scolarisés dont l'âge est à peu près neuf à dix ans (4th grade reading level), écrits par Helen M. Roberts (en), regroupés sous le titre « Mission tales : stories of the historic California missions » (Contes de la mission : 
récits des missions historiques de Californie) dont chacun est consacré à une mission différente. Dans l'une de ces nouvelles « Clemente's Christmas: A Tale of Mission Soledad », l'auteur présente le missionnaire résident comme un homme qui procure aux indigènes « les meilleurs soins et le plus grand dévouement », eux en retour « adorent le gentil père au bon fond ».

#### Inexactitudes communes et diverses
De nombreux ouvrages mentionnent les Jésuites et les Dominicains en tant que créateurs de missions en Californie. Ces deux ordres ont certainement créé des missions ou ce qui y ressemble en Californie, mais seulement après l'annexion de celle-ci aux États-Unis. À l'époque coloniale espagnole, Les missions que les Jésuites avaient créées en Basse Californie sont reprises, après leur expulsion par la Couronne espagnole par les Dominicains et par les Franciscains, et les seconds s'en déchargent au profit des premiers afin de se désengager de situations destinées à devenir conflictuelles.

## Les missions

### Sélection du site et installation

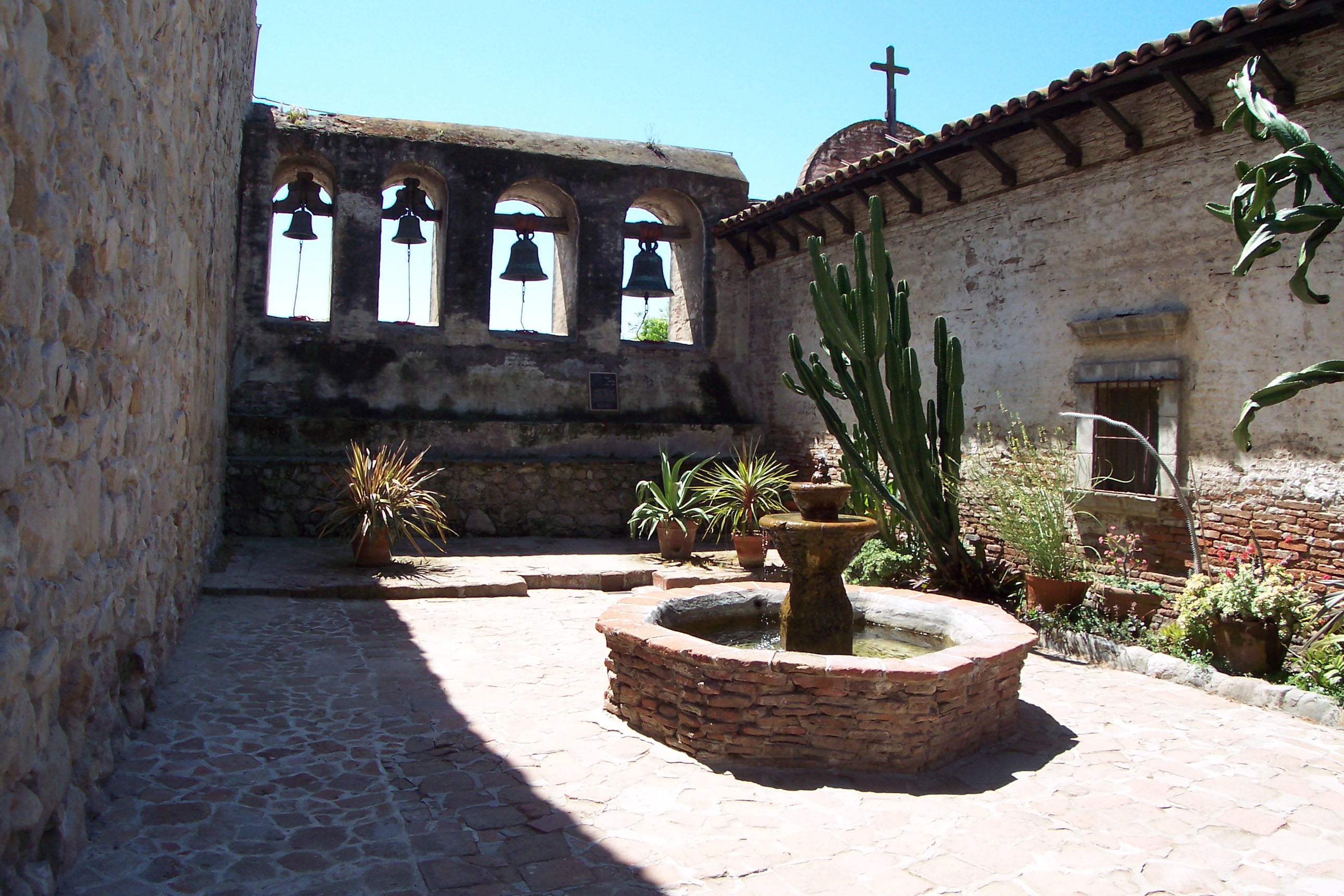
Mission San Juan Capistrano.

Chaque mission devait pouvoir se suffire à elle-même puisque les moyens de ravitaillement étaient à l'époque insuffisants pour maintenir une colonie de n'importe quelle taille. La Californie était en effet à des mois de route de la base la plus proche située au Mexique et les bateaux de l'époque étaient encore trop petits pour transporter assez de rations pour que les missions subviennent à leurs besoins entre deux passages. Pour que la mission soit permanente, les pères avaient besoin de l'aide de colons ou d'Amérindiens convertis (appelés néophytes) pour cultiver la terre et élever assez de bétail pour subvenir aux besoins des missions. La rareté des matériaux importés et le manque d'ouvriers talentueux forcèrent les Pères à utiliser des matériaux et des méthodes de construction simples.
Bien que les missions fussent considérées comme hasardeuses par la hiérarchie espagnole, le développement d'une colonie n'était pas simplement un « caprice de prêtre ». La fondation d'une mission n'était possible qu'après de nombreuses procédures, les papiers à fournir demandaient des mois avant d'être obtenus, quelquefois des années de correspondance et l'attention de presque chaque niveau de la bureaucratie. Une fois habilitées à ériger une mission dans une zone donnée, les personnes mandatées devaient choisir rigoureusement le lieu où serait installée la mission. Les pères bénissaient le site et avec l'aide de leur escorte militaire, mettaient en place des abris dont le toit était fait de paille ou de roseaux. Ce furent ces simples huttes qui donnèrent naissance aux bâtiments de pierre qui existent aujourd'hui.
On construisait d'abord l'église (iglesia), dont la plupart étaient orientées sur un axe est-ouest approximatif conformément au principe liturgique qui veut que l'autel soit situé à l'est et ainsi la messe célébrée en direction du soleil levant, le Christ étant le « Soleil de justice » ; l'alignement exact dépendait des caractéristiques géographiques du lieu. Une fois l'endroit sélectionné, sa position était marquée et le reste des bâtiments s'étendait autour. Les séminaires, cuisines, quartiers d'habitation, entrepôts et les autres salles étaient habituellement regroupées sous la forme d'un quadrangle à l'intérieur duquel les célébrations religieuses et les autres évènements festifs prenaient place. Le quadrangle était rarement un rectangle parfait parce que les Pères n'avaient pas d'instruments à leur disposition et mesuraient les dimensions le plus simplement possible, en enjambées.

### Les missions en Haute-Californie
(février 2012).

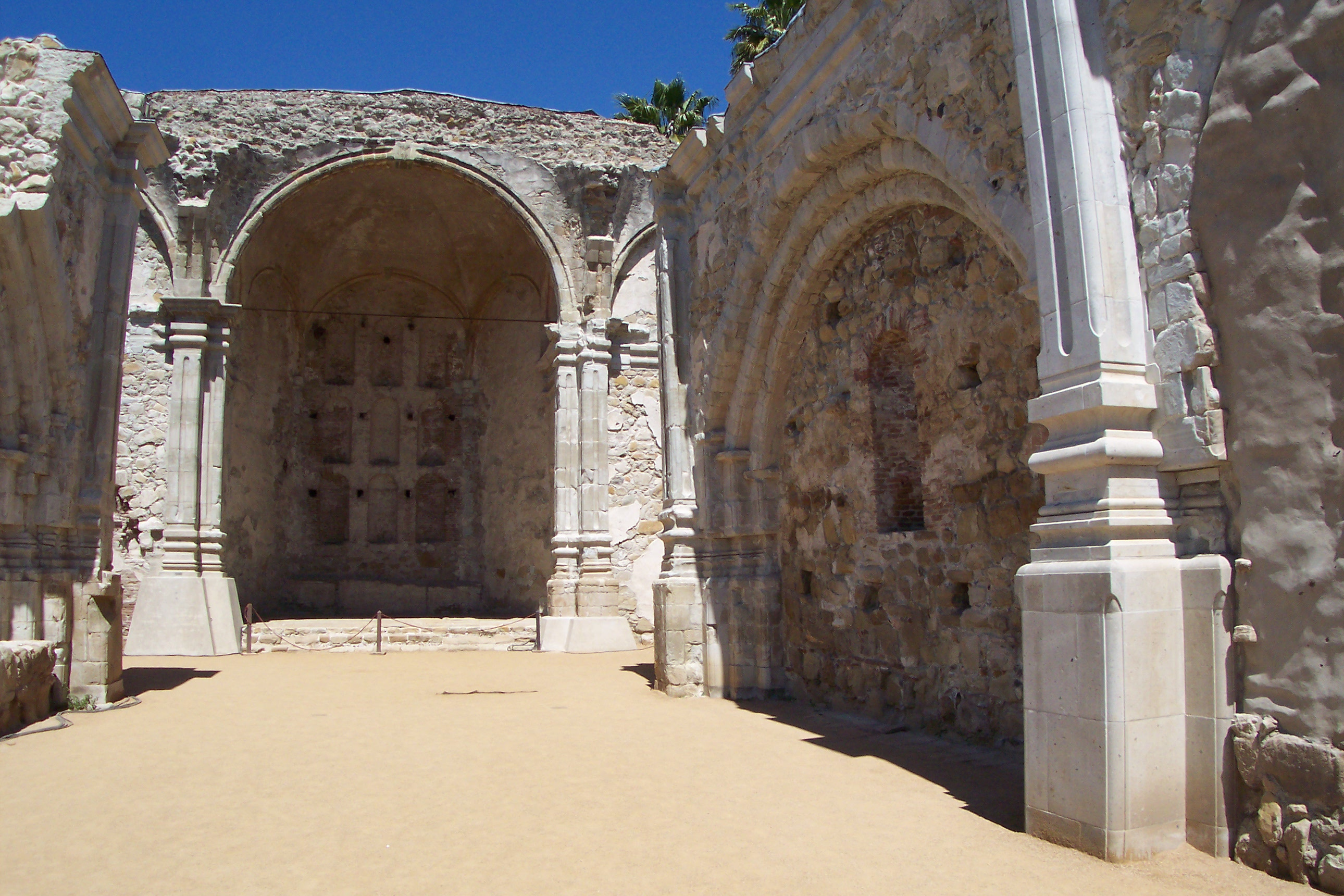
Mission San Juan Capistrano.

Les 21 missions septentrionales furent établies le long du Camino Real de Californie (la Route du Roi, baptisée en l'honneur du roi Charles III), dont le tracé a été approximativement suivi par celui de l'U.S. Route 101 aux États-Unis. Fray Junípero Serra dirigea l'entreprise (il avait pris le contrôle d'un groupe de missions en Baja California auparavant administrées par les jésuites). Le travail fut achevé en 1823, mais à la suite du décès de Serra en 1784, ce fut le Père Fermín Francisco de Lasuén qui acheva le projet en établissant neuf sites supplémentaires entre 1786 et 1798.

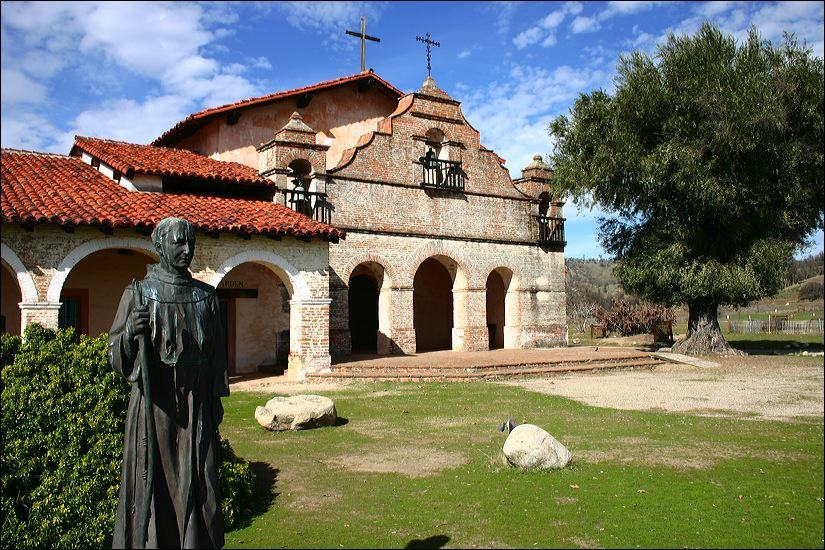
Mission San Antonio de Padua.

Les missions sont l'élément historique le plus connu des régions côtières de l'État de Californie. Sept des 21 missions ont été nommées National Historic Landmark, 14 sont listées dans le Registre national des lieux historiques américain pour leur importance historique, architecturale et archéologique. La popularité des missions californiennes est aussi due au roman de Helen Hunt Jackson, Ramona (1884), et des efforts importants de Charles Lummis, William Randolph Hearst et d'autres membres du Landmarks Club of Los Angeles effectués pour restaurer les missions au début du XXe siècle. Les missions ont une place importante dans la conscience historique californienne et de nombreux touristes viennent du monde entier pour les visiter.

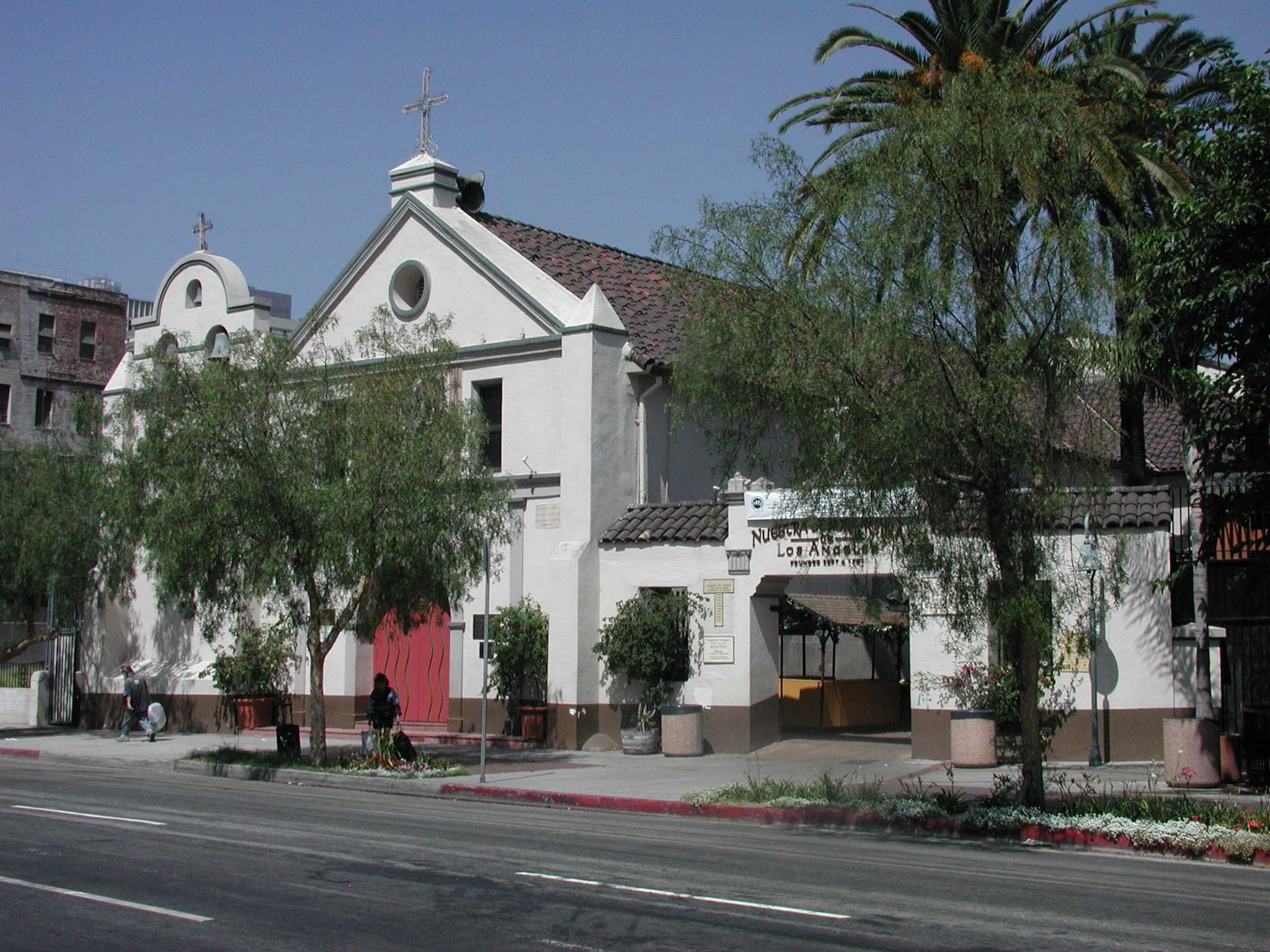
Cette église minuscule dédiée à Notre-Dame est le plus ancien lieu de culte dans la ville de Los Angeles, elle sert encore à la communauté locale comme paroisse. À partir de cette petite église, une ville gigantesque est née, et, aujourd'hui, les rues du centre-ville de Los Angeles dowtown continuent de se former autour de ce point sur Olvera Street.

Plusieurs missions sont sensiblement les mêmes qu'elles étaient il y a 200 ans, mais certaines (comme San Rafael, dans la baie de San Francisco) ont dû être reconstruites car il n'était pas possible de sauver les édifices originaux dégradés au cours de l'histoire par des incendies, des tremblements de terre, ou autres érosions temporelles. San Juan Capistrano est un excellent exemple de mission ayant subi de nombreuses catastrophes, les dommages étant encore bien visibles en 2012.
Aujourd'hui, un grand nombre de missions sont encore ouvertes au public et opérationnelles sous l'égide de l'Archidiocèse de Los Angeles et l'Archidiocèse de San Francisco : (pour n'en citer que quelques-unes) Mission Dolores, Mission San Luis Obispo, Nuestra Señora Reina de los Ángeles, la mission de Santa Barbara, ou encore Mission San Diego de Alcalá.
Des 25 missions et soutiens encore debout (2 ne sont pas fonctionnels), seulement Santa Barbara et San Miguel sont encore gérées par les Franciscains, les autres ont été mises sous la direction de différentes institutions : le gouvernement américain, le diocèse local, le National Park Service, et certains ordres religieux comme les Clarétains et les Capucins.

## Liste des établissements
| Type    | Nom                                      | Lieu                | Dépend de                 | Date de création   | Coordonnées |
| ------- | ---------------------------------------- | ------------------- | ------------------------- | ------------------ | ----------- |
| Mission | San Diego de Alcalá                      | San Diego           |                           | 16 juillet 1769    | X           |
| Mission | San Luis Rey de Francia                  | Oceanside           |                           | 12 juin 1798       | X           |
| Soutien | San Antonio de Pala (en)                 | Réserve Pala (en)   | San Luis Rey de Francia   | 1810               | X           |
| Soutien | Santa Ysabel (en)                        | Santa Ysabel (en)   | San Diego de Alcalá       | 30 septembre 1818  | X           |
| Site    | Las Flores (es)                          | Camp Pendleton      | San Luis Rey de Francia   | 1823               | X           |
| Mission | San Juan Capistrano                      | San Juan Capistrano |                           | 1er novembre 1776  | X           |
| Mission | San Gabriel (es)                         | San Gabriel         |                           | 8 septembre 1771   | X           |
| Soutien | Nuestra Señora Reina de los Ángeles (en) | Los Angeles         | San Gabriel Arcángel      | 18 août 1814       | X           |
| Site    | San Bernardino de Sena (en)              | Redlands            | San Gabriel Arcángel      | 1819               | X           |
| Mission | San Fernando Rey de España (es)          | San Fernando        |                           | 8 septembre 1797   | X           |
| Mission | San Buenaventura (es)                    | Ventura             |                           | 31 mars 1782       | X           |
| Mission | Misión Santa Bárbara                     | Santa Barbara       |                           | 4 décembre 1786    | X           |
| Mission | Santa Inés (en)                          | Solvang             |                           | 17 septembre 1804  | X           |
| Mission | La purísima concepción (es)              | Lompoc              |                           | 8 décembre 1787    | X           |
| Mission | San Luis Obispo de Tolosa (es)           | San Luis Obispo     |                           | 1er septembre 1772 | X           |
| Soutien | Santa Margarita de Cortona (en)          | Santa Margarita     | San Luis Obispo de Tolosa | 1787               | X           |
| Mission | San Miguel Arcángel (es)                 | Paso Robles         |                           | 25 juillet 1797    | X           |
| Mission | San Antonio de Padua (es)                | Jolon               |                           | 14 juillet 1771    | X           |
| Mission | Nuestra Señora de la Soledad (es)        | Soledad             |                           | 9 octobre 1791     | X           |
| Mission | San Carlos Borromeo de Carmelo           | Carmel-by-the-Sea   |                           | 3 juin 1770        | X           |
| Mission | San Juan Bautista (en)                   | San Juan Bautista   |                           | 24 juin 1797       | X           |
| Mission | Santa Cruz                               | Santa Cruz          |                           | 28 août 1787       | X           |
| Mission | Santa Clara de Asís (es)                 | Santa Clara         |                           | 12 janvier 1777    | X           |
| Mission | San José (es)                            | Fremont             |                           | 11 juin 1797       | X           |
| Mission | San Francisco de Asís                    | San Francisco       |                           | 17 juin 1776       | X           |
| Mission | San Rafael Arcángel                      | San Rafael          |                           | 14 décembre 1817   | X           |
| Mission | San Francisco Solano                     | Sonoma              |                           | 4 juillet 1823     | X           |

### Articles liés
- Choc des cultures des missions californiennes
- Ranchos de Californie
- Peuples autochtones de Californie
- Population des autochtones de Californie